# Louise Frederike Wijnaendts
Louise Frederike Wijnaendts (Overschie, 14 november 1845 – Baarn, 9 november 1890) was een Nederlands strijdster voor vrouwenrechten en medeoprichtster van de verenigingen Arbeid Adelt en Tesselschade, tegenwoordig Tesselschade-Arbeid Adelt.

## Familie
Wijnaendts was lid van de familie Wijnaendts en enig kind en dochter van bierbrouwer en houtzaagmolenaar Willem Wijnaendts (1808-1886) en Alwina Dorothea Antonia Frowein (1806-1856). Verschillende van haar directe of aangetrouwde familieleden waren, bestuurder, politicus of predikant.

## Levensloop
Ze groeide op in het familiebuiten Welgelegen aan de Zweth bij Delft. Ze werd opgevoed door een gouvernante, Susanna Bellink (1817-1892) die haar leven lang bij haar zou blijven. In 1871 richtte ze samen met Betsy Perk de Vereniging Arbeid Adelt op; Wijnaendts werd secretaris. Die vereniging had tot doel om vrouwen uit de 'beschaafde stand' een eigen broodwinning en economische onafhankelijkheid te geven door de verkoop van bijvoorbeeld kunst- en handwerken. Al snel na de oprichting van de vereniging ontstond er onenigheid binnen het bestuur. Wijnanendts besloot bij de vereniging op te stappen en richtte vervolgens een vrijwel gelijksoortige organisatie, de Vereniging Tesselschade op; Jeltje de Bosch Kemper werd hiervan de voorzitter en Wijnaendts opnieuw secretaris. In 1878 trok zij naar het buitenland om tot rust te komen. Na terugkeer trok zij in bij haar vader die zich te Baarn had gevestigd. Zij bleef na het overlijden van haar vader, in 1886, in Baarn wonen, met haar oude gouvernante. Ze overleed daar, enkele dagen voor haar 45e verjaardag.